# كيفن فولك (لاعب كرلنغ)
كيفن فولك هو لاعب كرلنغ كندي، ولد في 26 يوليو 1980 في ساسكاتون في كندا.